# Clubiona brevipes
Clubiona brevipes es una especie de arañas araneomorfas de la familia Clubionidae, muy extendida en todo el mundo. Es una araña nocturna que habita hojas de los árboles y arbustos, en receptáculos de seda.

## Características
Adulta en primavera y a principios de verano, pone los huevos de un color amarillo claro.

### Anatomía
Su cefalotórax es casi negro y el abdomen pardo violáceo. No presentan ningún dibujo. Las hembras alcanzan mayor talla, 6 mm., por 5 mm de los machos.